# Peters & Lee
Peters & Lee was een Brits folk- en popduo uit de jaren 1970.

## Bezetting
- Lennie Peters[5], werkelijk Leonard George Sargend (geb. 1939 - 10 oktober 1992)
- Dianne Lee[6], werkelijk Dianne Littlehales (geb. 1950)

## Geschiedenis
Peters was een ambitieuze prijsbokser, die na een verkeersongeluk aan een oog blind werd. Derhalve trad hij tijdens de jaren 1960 op als zanger en pianist in de pubs van Londen en omgeving. Lee was tijdens deze periode danseres en trad met haar nicht op als de Hailey Twins.
Nadat Peters en Lee elkaar hadden ontmoet, begonnen de beide muzikanten in 1970 samen te musiceren. Er volgden optredens in clubs en vakantieparken. Ze namen ook deel aan de tv-talentenjacht Opportunity Knocks, een voorloper van Star Search. De muziek van het duo was popmuziek met elementen uit cabaret en r&b.
In 1973 werd een platencontract getekend bij Philips. Peters & Lee waren de eerste muzikanten na The Beatles die het lukten om met een debuutsingle en –album een toppositie in de Britse hitlijst te veroveren met Welcome Home, dat op 1 juli 1973 een week lang doorbracht op de 1e plaats. Het daarbij behorende album We Can Make It verbleef daar in augustus twee weken.
Het tweede album By Your Side, kwam eind 1973 in de hitlijst op een 9e plaats, de gelijknamige single kwam niet verder dan een 39e plaats. De sound was een mengeling uit folk en pop. Met Rainbow volgde in de herfst van 1974 een verder top 10-album op de 6e plaats van de Britse hitlijst. De singles Don't stay away too long (#3) en Rainbow (#17) waren ook succesvol. Het album Favourites klom eind 1975 tot op de 2e plaats.
De albums Invitation en Serenade konden in 1976 niet concurreren met de voorgaande successen. Daarop ging het duo in 1980 uit elkaar, om zes jaar later weer samen te komen. Voortaan traden Peters & Lee weer samen op, om in hun levensonderhoud te voorzien. In 1992 overleed Lennie Peters aan de gevolgen van kanker. Dianne Lee wijdde zich sindsdien aan het acteren.
In 1999 werd de song Welcome Home weer populair in het Verenigd Koninkrijk, nadat deze werd gebruikt in een reclamespot voor aardappelchips van de firma Walkers.

## Discografie

### Singles
- 1973:	Welcome Home
- 1973:	By Your Side
- 1974:	Don't Stay Away Too Long (Origineel: 1973: Elfi Graf – Herzen haben keine Fenster)
- 1974:	Rainbow
- 1974: Closer
- 1975: (Hey Won't You Play) Another Somebody Done Somebody Wrong Song
- 1975: The Crying Game
- 1976:	Hey Mr. Music Man
- 1976: The Serenade That We Played
- 1976: What Is Love
- 1976: Save Me (Feel Myself A-Fallin')
- 1977: Smile
- 1977: The Song from Moulin Rouge (met het orkest Harry van Hoof) (Alarmschijf)
- 1977: Let Love Come Between Us
- 1978: Suspicious Minds
- 1978: Love (Loving Time)
- 1979: People Over the World
- 1980: I Understand (Just How You Feel)
- 1980: Ocean and Blue Sky

### Albums
- 1973: Welcome Home (alleen Canada)
- 1973:	We Can Make It
- 1973:	By Your Side
- 1974:	Rainbow
- 1975:	Favourites
- 1976:	Invitation
- 1976: Serenade
- 1977: Smile
- 1980: The Farewell Album
- 1994: Through all the years

### Compilaties
- 1979: Love and Affection
- 1999: The Best Of